# 2025年厄瓜多尔大选
厄瓜多尔大选定于2025年2月9日举行。由于没有任何一位总统候选人获得绝对多数票，因此于2025年4月13日进行了第二轮选举。现任总统丹尼尔·诺沃亚在第二轮选举中战胜了公民革命运动的路易莎·冈萨雷斯成功连任。此外此次选举还包括选举国民议会议员、21个省议会议员以及厄瓜多尔安第斯议会代表，任期为四年。
在第一轮选举中，诺沃亚获得了44.17%的选票，略高于冈萨雷斯的44.0%。由前总统拉斐尔·科雷亚领导的“公民革命运动”与“RETO运动”组成的联盟在国民议会中以67席的微弱优势获胜，紧随其后的是诺沃亚领导的“国家民主行动党”，获得66席。第一轮投票率约为82%。
在第二轮选举中，诺沃亚以55.7%的选票获胜，领先冈萨雷斯12个百分点。这一结果超出了选前民调的预期，诺沃亚的竞选活动以关注年轻选民而著称。冈萨雷斯尚未承认败选，并要求进行重新计票并指控选举过程中存在舞弊行为，但尚未提供任何证据。

## 背景
厄瓜多尔于2024年发生了一场军事和安全冲突，起因是乔内罗斯首领何塞·阿道夫·马西亚斯·维拉马尔在基多市的监狱中逃脱，而这天恰逢他被安排转移到最高安全监狱。当局于次日报道了这一事件，并对两名监狱看守提出了指控。在越狱事件发生后，诺沃亚宣布进入持续60天的紧急状态。在诺沃亚宣布调兵前往军队后，厄瓜多尔多个监狱爆发了骚乱。两天后，全国范围内发生了大规模武装袭击事件，其中包括一起武装团体从空中突袭一家电视广播站的事件。
在2024年5月，诺沃亚以“特殊”注册号码向国家选举委员会申请连任。

## 选制
总统选举采用改版后的两轮选举制，候选人需要在第一轮中获得超过50%的选票或者获得超过40%的选票并且领先第二名候选人10个百分点才能直接当选。总统的任期限制为连续两届四年任期。目前诺沃亚目前正在履行吉列尔莫·拉索的剩余任期，拉索因发起“交叉死亡”而导致2023年提前举行大选，并致使其总统任期提前终结。
国民代表大会成员通过三种方式选举产生。其中十五名成员在全国范围内通过封闭名单比例代表制选举产生。六名成员由海外选民选出（来自加拿大/美国、拉丁美洲和亚洲/欧洲/大洋洲各两名）。剩余的116名成员通过多成员选区的封闭名单比例代表制选出，所有席位均采用圣拉古法分配。所有成员任期限制为两个四年， 无论是否连续。政党名单中设有性别配额，这意味着男性和女性候选人需要交替出现。对于少数群体则没有配额规定。

## 总统候选人

### 进入第二轮
| 姓名            | 姓名 | 出生日期                                     | 先前经历                                                                    | 家乡省     | 竞选                                                                   | 参考文献            |
| --------------- | ---- | -------------------------------------------- | --------------------------------------------------------------------------- | ---------- | ---------------------------------------------------------------------- | ------------------- |
| 路易莎·冈萨雷斯 |      | 1977年11月22日 （47岁） 皮钦查省基多         | 国民代表大会成员 （2021年–2023年） 公共行政部长 （2017年） 2023年总统候选人 | 马纳比省   | 提名党派： 公民革命运动宣布参选： 2024年2月29日 获提名： 2024年8月10日 | [ 20 ] [ 21 ]       |
| 丹尼尔·诺沃亚   |      | 1987年11月30日 （37岁） 美国佛罗里达州迈阿密 | 第48任厄瓜多尔总统 （2023年至今） 国民代表大会成员 （2021年–2023年）        | 圣埃伦娜省 | 参选党派： 国家民主行动宣布参选： 2024年5月23日                        | [ 20 ] [ 22 ] [ 2 ] |

### 第一轮被淘汰
以下候选人已正式向国家选举委员会提交了他们的候选资格申请，在第一轮被淘汰：
| 姓名                     | 姓名 | 出生日期                                    | 先前经历                                                                                 | 家乡省       | 竞选                                                        | 参考文献      |
| ------------------------ | ---- | ------------------------------------------- | ---------------------------------------------------------------------------------------- | ------------ | ----------------------------------------------------------- | ------------- |
| 吉米·贾拉拉              |      | 1957年9月26日 （67岁） 瓜亚斯省瓜亚基尔     | 民主中心领导人 （2012年至今） 瓜亚斯省省长 （2009年–2018年） 国民代表大会成员 （2007年） | 瓜亚斯省     | 参选党派： 民主中心宣布参选： 2024年7月31日                 | [ 25 ] [ 26 ] |
| 豪尔赫·埃斯卡拉          |      | 1970年1月8日 （55岁） 洛斯里奥斯省本塔纳斯  | 国民代表大会成员 （2009年–2013年）                                                       | 洛斯里奥斯省 | 参选党派： 人民团结宣布参选： 2024年5月18日                 | [ 27 ]        |
| 安德烈亚·冈萨雷斯·纳德尔 |      | 1987年4月1日 （38岁） 瓜亚斯省瓜亚基尔      | 环保活动家 2023年副总统候选人                                                            | 瓜亚斯省     | 参选党派： 爱国社会党宣布参选： 2024年6月10日               | [ 28 ]        |
| 亨利·克朗弗              |      | 1972年 （53岁） 瓜亚斯省瓜亚基尔            | 国民代表大会议长 （2023年至今） 国民代表大会成员 （2017年至今）                          | 皮钦查省     | 参选党派： 基督教社会党宣布参选： 2024年8月7日              | [ 26 ]        |
| 卡洛斯·拉巴斯卡尔        |      | 1960年9月3日 （64岁） 瓜亚斯省瓜亚基尔      | 商人 2021年副总统候选人                                                                  | 瓜亚斯省     | 参选党派： 民主左翼宣布参选： 2024年7月24日                 | [ 29 ]        |
| 莱昂尼达斯·伊萨          |      | 1982年6月18日 （42岁） 科托帕希省拉塔昆加县 | 厄瓜多尔土著民族联合会主席 （2021年至今）                                                | 科托帕希省   | 参选党派： 帕查库蒂克多民族团结运动宣布参选： 2024年2月29日 | [ 20 ]        |
| 伊万·萨基塞拉            |      | 1975年3月13日 （50岁） 阿苏艾省昆卡         | 国家司法法院院长 （2021年-2024年）                                                       | 阿苏艾省     | 参选党派： 民主是的宣布参选： 2024年8月13日                 | [ 30 ]        |
| 弗朗切斯科·塔巴基        |      | 1971年6月8日 （53岁） 瓜亚斯省瓜亚基尔      | 瓜亚斯省省长 （2023年）                                                                  | 瓜亚斯省     | 参选党派： 创造机会宣布参选： 2024年8月17日                 | [ 32 ] [ 33 ] |
| 亨利·库卡隆              |      | 1973年6月8日 （51岁） 瓜亚斯省瓜亚基尔      | 瓜亚斯省省长 （2023年） 国民代表大会成员 （2013年–2021年）                               | 瓜亚斯省     | 参选党派： 建立运动宣布参选： 2024年7月2日                  | [ 34 ]        |

1. ↑  联盟由全国民主行动和推动者组成

#### 次要候选人
以下预候选人在各国家级政党的初选中也已被选中，具备登记资格，但由于缺乏媒体报道或未出现在全国性民意调查中，未能引起足够的关注：
- 维克托·阿劳斯（人民、平等与民主），前厄瓜多尔国家警察总长。[35]
- 胡安·伊万·奎瓦（AMIGO运动），商人[36]
- 佩德罗·格兰哈（厄瓜多尔社会党），刑事律师[37]
- 爱德华多·桑切斯（RETO运动），商人[38]
- 路易斯·蒂勒里亚（Avanza），商人、伦敦市法团议员[39][40]
- 恩里克·戈麦斯（SUMA党），心理学家[41][42]

### 退选
| 姓名        | 出生日期                                | 先前经理                                                                                         | 家乡省   | 竞选                                                                                | 参考文献      |
| ----------- | --------------------------------------- | ------------------------------------------------------------------------------------------------ | -------- | ----------------------------------------------------------------------------------- | ------------- |
| 何塞·塞拉诺 | 1970年11月19日 （54岁） 阿苏艾省昆卡    | 国民代表大会议长 （2017年–2018年） 国民代表大会成员 （2017年–2021年） 内政部长 （2011年–2016年） | 皮钦查省 | 参选党派： 民主中心宣布参选： 2024年7月31日 退选： 2024年8月27日                    | [ 25 ] [ 43 ] |
| 保拉·帕冯   | 1978年1月28日 （47岁） 因巴布拉省伊瓦拉 | 皮钦查省省长 （2019年至今） 国民代表大会成员 （2009年–2015年）                                   | 皮钦查省 | 参选党派： 公民革命运动宣布参选： 2024年6月6日 退选： 2024年8月7日 （背书冈萨雷斯） | [ 44 ] [ 26 ] |

### 拒绝参选
以下几位知名人士曾被猜测可能参选，但他们已公开表示对参选不感兴趣。亦有人在初选阶段被拒绝参选，并选择不再继续追求取得候选资格。
- 博利瓦尔·阿米霍斯·贝拉斯科，厄瓜多尔国家乡村地方政府委员会主席（2014年-2019年）及2023年总统候选人[45]
- 佩德罗·弗雷莱，曾任美洲开发银行厄瓜多尔分部主任（2004年-2005年），曾于2021年担任总统候选人（背书托皮奇）。[46][47]
- 卢西奥·古铁雷斯，国民代表大会议员（2023年至今）及第43任厄瓜多尔总统（2003年–2005年）[48] （背书冈萨雷斯·纳德尔）[49]
- 吉列尔莫·拉索（创造机会），第47任厄瓜多尔总统（2021年–2023年）（背书塔巴基）[50][51]
- 克劳迪娅·奥尔玛扎·洛尔（民主中心），工程师[52][53]
- 艾德温·奥尔特加（Gente Buena），厄瓜多尔军队退役上尉（未得到任何国家级政党的支持）[54]
- 达利亚娜·帕赛莱格，国民代表大会成员（2017年至今）[55] （竞选副总统，支持克朗弗）[56]
- 克里斯蒂娜·雷耶斯，安第斯议会议长（2023年至今）、国民代表大会成员（2013年-2021年）、瓜亚基尔市议员（2009年-2012年）[57] （竞选副总统；支持奎瓦）[58]
- 黛安娜·萨拉萨尔·门德斯，厄瓜多尔总检察长（2019年至今）[59]

## 执行
从2月7日起实施为期三天的禁酒令，期间有20人因违反该禁令被捕。政府在选举当日派遣军队守卫投票站，同时关闭了该国与邻国的陆上边界。在瓜亚基尔，一选民在投票中心内因心脏病发作去世，当时他尚未投票。

## 选举结果
初步结果显示在第一轮总统选举中，没有任何候选人获得绝对多数。丹尼尔·诺沃亚获得了44.17%的选票，紧随其后的路易莎·冈萨雷斯获得了43.97%的选票。此次选举投票率估计约为82%。2025年2月24日，全国选举委员会全体会议对2025年大选的计票结果进行了批准。经批准后，各政治组织如认为有必要可在三日内向全国选举委员会或临时选举委员会提出申诉。总统候选人的最终结果于2025年3月12日公布。路易莎·冈萨雷斯获得44%的选票（4,510,860票），丹尼尔·诺沃亚获得44.17%的选票（4,527,606票）。两人之间的差距为16,746票。
在第二轮选举中，诺沃亚以55.63%的选票成功击败冈萨雷斯，领先幅度达到11.25个百分点。此结果超出了选前民调的预期，诺沃亚的竞选活动因其对年轻选民的关注而闻名。多位国际领导人向诺沃亚表示祝贺。冈萨雷斯拒绝承认败选，并要求进行重新计票，声称存在选举舞弊的情况，但未能提供相关证据。包括欧盟和美洲国家组织在内的国际观察员证实，选举是自由且公正的。诺沃亚在奥隆举行了胜选庆祝活动，称此次选举为“历史性的胜利”。他表示：“以超过10个百分点的优势获胜，并且获得超过100万张选票的支持，胜利者是谁是毫无疑问的。”冈萨雷斯拒绝承认选举结果，并声称选举存在舞弊行为，但没有任何证据。
在国民议会中，由公民革命运动及前总统拉斐尔·科雷亚所领导的“革命运动”组成的联盟（RC-RETO）以67席的微弱优势获得了多数席位，紧随其后的是由诺沃亚领导的国家民主行动，获得66席。随后莫妮卡·萨拉查退出了公民革命运动，导致“RC-RETO”的席位减少至66席。除了帕查库蒂克党赢得9个席位外，大多数小党派的席位份额均大幅下降。在安第斯议会中，国家民主行动赢得了厄瓜多尔五个席位中的三个，而“RC-RETO”仅赢得两个。

### 总统选举
| 候选人                                                                                 | 候选人                   | 竞选搭档             | 政党                     | 第一轮     | 第一轮 | 第二轮     | 第二轮 |
| 候选人                                                                                 | 候选人                   | 竞选搭档             | 政党                     | 票数       | %      | 票数       | %      |
| -------------------------------------------------------------------------------------- | ------------------------ | -------------------- | ------------------------ | ---------- | ------ | ---------- | ------ |
|                                                                                        | 丹尼尔·诺沃亚            | 玛丽亚·何塞·平托     | 国家民主行动             | 4,527,606  | 44.17  | 5,870,618  | 55.63  |
|                                                                                        | 路易莎·冈萨雷斯          | 迭戈·博尔哈          | 公民革命运动—RETO        | 4,510,860  | 44.00  | 4,683,260  | 44.37  |
|                                                                                        | 莱昂尼达斯·伊萨          | 卡蒂乌斯卡·莫利纳    | 帕查库蒂克多民族团结运动 | 538,456    | 5.25   |            |        |
|                                                                                        | 安德烈亚·冈萨雷斯·纳德尔 | 加洛·蒙卡约          | 爱国社会党               | 275,376    | 2.69   |            |        |
|                                                                                        | 亨利·克朗弗              | 达利亚纳·帕赛莱格    | 基督教社会党             | 73,293     | 0.71   |            |        |
|                                                                                        | 佩德罗·格兰哈斯          | 贝罗尼卡·席尔瓦      | 厄瓜多尔社会党-广泛阵线  | 53,940     | 0.53   |            |        |
|                                                                                        | 吉米·贾拉拉              | 露西娅·瓦莱西拉      | 民主中心                 | 40,559     | 0.40   |            |        |
|                                                                                        | 豪尔赫·埃斯卡拉          | 帕查·特兰            | 人民团结                 | 40,483     | 0.39   |            |        |
|                                                                                        | 亨利·库卡隆              | 卡拉·拉雷亚          | 建立运动                 | 37,316     | 0.36   |            |        |
|                                                                                        | 路易斯·费利佩·蒂莱里亚   | 卡拉·罗塞罗          | 前进党                   | 33,239     | 0.32   |            |        |
|                                                                                        | 弗朗西斯科·塔巴基        | 布兰卡·萨坎塞拉      | 创造机会                 | 26,768     | 0.26   |            |        |
|                                                                                        | 维克多·阿劳斯            | 克里斯蒂娜·卡雷拉    | 人民、平等和民主运动     | 22,678     | 0.22   |            |        |
|                                                                                        | 卡洛斯·拉巴斯卡尔        | 亚力杭德拉·里瓦斯    | 民主左翼                 | 22,270     | 0.22   |            |        |
|                                                                                        | 恩里克·戈麦斯            | 伊内斯·迪亚斯        | SUMA党                   | 18,815     | 0.18   |            |        |
|                                                                                        | 胡安·奎瓦                | 克里斯蒂娜·雷耶斯    | AMIGO运动                | 17,545     | 0.17   |            |        |
|                                                                                        | 伊万·萨基塞拉            | 玛丽亚·路易莎·科埃略 | 民主是的                 | 11,985     | 0.12   |            |        |
| 总共                                                                                   | 总共                     | 总共                 | 总共                     | 10,251,189 | 100.00 | 10,553,878 | 100.00 |
|                                                                                        |                          |                      |                          |            |        |            |        |
| 有效票数                                                                               | 有效票数                 | 有效票数             | 有效票数                 | 10,251,189 | 91.04  | 10,553,878 | 92.63  |
| 无效票数                                                                               | 无效票数                 | 无效票数             | 无效票数                 | 765,649    | 6.80   | 763,180    | 6.70   |
| 空白票数                                                                               | 空白票数                 | 空白票数             | 空白票数                 | 243,573    | 2.16   | 75,956     | 0.67   |
| 总票数                                                                                 | 总票数                   | 总票数               | 总票数                   | 11,260,411 | 100.00 | 11,393,014 | 100.00 |
| 已登记选民／投票率                                                                     | 已登记选民／投票率       | 已登记选民／投票率   | 已登记选民／投票率       | 13,732,194 | 82.00  | 13,731,145 | 82.97  |
| 资料来源：CNE (first round), CNE (first round), CNE (second round), CNE (second round) |                          |                      |                          |            |        |            |        |

## 后续

### 第一轮
在选举结果公布之后，国家民主行动决定取消原定于基多北部一家酒店举行的庆祝活动，而诺沃亚也未发表任何公开声明。他于翌日在推特上发布了一份书面声明，向他的选民表示感谢。冈萨雷斯在基多举行的党内会议上表示，她将与其他候选人进行对话。在国民议会中左右翼政治派别的分化背景下，九名当选的帕查库蒂克党议员扮演着至关重要的角色。公民运动若要获得76个席位的绝对多数，必须与帕查库蒂克党建立正式的联盟。另一方面，如果诺沃亚能够获得至少一名反对派异议议员的支持，他将能够实现多数席位的目标。

#### 不当行为和投票欺诈指控
选举当天，高级官员迭戈·特略·弗洛雷斯公布了选举后选民调查的结果。他声称自己是获得前雇主全国选举委员会授权的四家民意调查机构中，唯一进行该项民意调查的机构。根据其调查结果，丹尼尔·诺沃亚以50.12%的选票领先路易莎·冈萨雷斯近8个百分点，从而在第一轮选举中获胜。这一声明引发了巨大争议，公民革命运动的官员指责他存在欺诈行为，因为此类民意调查的误差幅度通常很小。特略在Teleamazon的直播采访中重申，他已从Estrategas公司获得报酬，并独立于政府行事。然而Estrategas公司很快发表声明，否认该公司向他支付了报酬，也否认其参与了那次民意调查。在此事之后，拉斐尔·科雷亚和安德烈斯·阿劳斯对诺沃亚可能发动政变表示担忧。然而他们的诉求并未实现，第二轮投票仍照常进行。
在2023年2月11日，诺沃亚在选举后的首次采访中宣称他拥有舞弊的证据，并指出美洲国家组织的一份报告支持了他的主张。然而美洲国家组织的官员对此进行了反驳，明确表示在当时并未发现任何异常情况。诺沃亚还声称，与贩毒有关的武装团体被故意从监狱释放，以恐吓选民支持公民革命。这一说法遭到国民议会议长维维安娜·韦洛兹、路易莎·冈萨雷斯和拉斐尔·科雷亚的驳斥。2023年2月17日，安德烈斯·阿劳斯向选举争议法庭正式提出请求，针对埃斯梅拉达斯省700个投票站的结果以及苏昆比奥斯省数百个投票站的结果提出异议。他声称这些异议足以确保选出两名国家代表，从而将公民革命党在国民议会中的席位从67个增加至69个，然而该请求最终被驳回。
全国选举委员会指出，在4月13日的第二轮投票中，因选举过程中出现异常情况，包括重复投票、伪造及预先标记的选票，数名相关人员被逮捕。这些异常情况涉及投票站工作人员。尽管全国选举委员会因接到关于犯罪集团威胁选民的举报而发布了禁令，仍有17人被逮到拍摄选票。.

#### 背书谈判
2月12日，莱昂尼达斯·伊萨断然拒绝与诺沃亚领导的国家民主行动进行任何谈判。他宣布厄瓜多尔原住民联盟及其政治分支帕查库蒂克党将举行数次会议，以确定他们在第二轮总统选举及之后与公民革命党结盟的可能性。2023年2月13日，公民革命党副总统候选人迭戈·博尔哈表示，他希望与帕查库蒂克党展开合作，启动一项联合计划。该计划的核心目标是召开全国制宪会议，提出将厄瓜多尔重新定义为类似于玻利维亚的多民族国家的提案。2月19日，莱昂尼达斯·伊萨宣布将于2025年3月7日召开扩大大理事会，届时土著人民将就目前正在讨论的与公民革命运动建立纲领性政治联盟的提案做出最终决定。
基督教社会党于2023年2月14日宣布将在第二轮选举中支持丹尼尔·诺沃亚，并明确表示“我们在任何选举中从未支持或投票给拉斐尔·科雷亚”。
3月12日，厄瓜多尔原住民联盟在亚马逊地区的分支机构CONFENIAE支持诺沃亚，引发了该组织内部和帕查库蒂克党的争议。在2023年3月30日，路易莎·冈萨雷斯同意该党提出的25项要求后，帕查库蒂克党对她表示支持。

### 第二轮

#### 国内
在基多和瓜亚基尔，诺沃亚的支持者走上街头庆祝。第二天，随着公民革命运动的几位著名政治人物宣布诺沃亚获胜，对冈萨雷斯重新计票呼吁的支持逐渐减少，其中包括马纳比省省长莱昂纳多·奥兰多、瓜亚斯省和皮钦查省省长，以及瓜亚基尔市长阿基莱斯·阿尔瓦雷斯，后者补充说“最糟糕的是成为一个输不起的人”。帕查库蒂克表示“完全尊重民主”，祝贺诺沃亚再次当选。社会基督教党也向诺沃亚表示祝贺。全国选举委员会驳斥了舞弊指控，称整个过程“完全透明”。委员会还补充说，冈萨雷斯尚未正式提出重新计票的请求。RETO向诺沃亚表示祝贺，并宣布将在国民议会支持他的政府。
4月19日，政府部门宣布针对诺沃亚的暗杀阴谋进入“最高警戒状态”。在一份名为“输不起的家伙的复仇”的声明中，政府表示，由于“犯罪组织与在选举中落败的政治团体勾结”而发出的威胁，“所有安全措施均已启动”。

#### 国际
欧盟和美洲国家组织国际观察团团长监督了投票情况，并表示投票气氛“正常”，自由、公正。美国总统唐纳德·特朗普向诺沃亚表示祝贺，并表示他不会让厄瓜多尔人民失望，美国国务院称此次选举是自由和公正的。法国总统埃马纽埃尔·马克龙、阿根廷总统哈维尔·米莱、巴西总统路易斯·伊纳西奥·卢拉·达席尔瓦、智利总统加布里埃尔·博里奇、乌克兰总统弗拉基米尔·泽连斯基和乌拉圭总统亚曼杜·奥尔西也向诺博亚表示祝贺。
与此同时，冈萨雷斯得到了哥伦比亚总统古斯塔沃·佩特罗、墨西哥总统克劳迪娅·辛鲍姆和委内瑞拉总统尼古拉斯·马杜罗的支持，马杜罗表示谴责这一“可怕的欺诈行为”。